# أرملة سوداء شمالية
الأرملة السوداء الشمالية أو الأرملة الشمالية (الاسم العلمي: Latrodectus variolus)، عنكبوت توطن في الولايات الأطلسية الوسطى (نيو جيرسي، ديلاوير وميريلاند).